# Friedensgericht Mainz I
Das Friedensgericht Mainz I war von 1797 bis 1879 ein Friedensgericht zunächst in Frankreich und ab 1816 in der Provinz Rheinhessen des Großherzogtums Hessen mit Sitz in der Provinzhauptstadt Mainz.

## Vorgeschichte
Mainz war im Heiligen Römischen Reich deutscher Nation Hauptstadt des Kurfürstentums Mainz. Hier waren Verwaltung und Rechtsprechung nicht getrennt und wurden auf unterer Ebene von Ämtern wahrgenommen, die in geistlichen Gebieten als „Amtsvogteien“ bezeichnet wurden. Für das Stadtgebiet von Mainz bestand für diese Aufgaben das Vizedomamt in der Stadt Mainz.
1792 eroberten die Truppen des revolutionären Frankreichs die Rheinlande. Dort entstand die Mainzer Republik. Der französische Nationalkonvent annektierte mit Gesetz vom 30. März 1793 die Mainzer Republik auf deren Antrag. Bedingt durch die Koalitionskriege kam es aber erst 1795 zu einer dauernden Neuordnung des Gebiets – auch auf dem Gebiet der Justiz.

## Gründung
Durch das Gesetz über Verwaltung und Justizorganisation in den vier linksrheinischen Départements vom 5. Dezember 1795 (14 frimaire IV) wurde das französische Gerichtsverfassungsgesetz Loi des 16 et 24 août 1790 sur l'organisation judiciaire auch hier verbindlich. Dieses Gesetz richtete Friedensgerichte für die streitige Gerichtsbarkeit und Notariate für die Freiwillige Gerichtsbarkeit in allen Kantonen ein.
Mit dem Frieden von Campo Formio wurde die Annexion des Rheinlandes im Oktober 1797 auch von deutscher Seite anerkannt. Anschließend errichtete die französische Verwaltung in den annektierten Gebieten ihre Strukturen, auch das „Friedensgericht Mainz I“. Es war dem Départementsgericht des Département du Mont-Tonnerre untergeordnet, das seinen Sitz ebenfalls in Mainz hatte. Oberstes Gericht war das Revisionsgericht in Trier.

## Bezirk
Die örtliche Zuständigkeit des Friedensgerichts Mainz I erstreckte sich auf den linksrheinischen Teil des Mainzer Stadtgebietes und das Dorf Zahlbach. Darüber hinaus gab es noch ein Friedensgericht Mainz II, das für die rechtsrheinischen Gemeinden, die zu Frankreich gehörten und in hessischer Zeit dann zur Provinz Rheinhessen, zuständig war.

## Weitere Entwicklung
Nach der Rückeroberung in den Befreiungskriegen wurde die Region von 1814 bis 1816 von der österreichisch-baierischen Gemeinschaftlichen Landes-Administrations-Commission verwaltet. Diese ließ die Friedensgerichte bestehen, richtete aber am 27. Juli 1815 einen Appellationshof in Kreuznach als Obergericht ein.
Auch das Großherzogtum Hessen, das Rheinhessen im Rahmen eines Gebietstausches 1816 erhielt, übernahm die Struktur der Gerichte in der Provinz Rheinhessen. Allerdings wurde der Appellationshof in Kreuznach aufgelöst und ein provisorisches Obergericht in Mainz mit der am 4. November 1815 erlassenen „Provisorischen Appellations- und Kassationsgerichtsordnung für den großherzoglich hessischen Landesteil auf der linken Rheinseite“ geschaffen.
Das Friedensgericht Mainz I war nun eines von zwölf Friedensgerichten, die dem Kreisgericht Mainz untergeordnet waren. Auch nach der Teilung des Kreisgerichts Mainz in die Kreisgerichte Mainz und Alzey zum 1. Dezember 1836 blieb das Friedensgericht Mainz I im Gerichtsbezirk des Kreisgerichtes Mainz, das am 24. Oktober 1852 in Bezirksgericht Mainz umbenannt wurde.

## Ende
Mit dem Gerichtsverfassungsgesetz von 1877 wurden Organisation und Bezeichnungen der Gerichte reichsweit vereinheitlicht. Zum 1. Oktober 1879 hob das Großherzogtum Hessen deshalb die Friedensgerichte auf. Funktional ersetzt wurden sie durch Amtsgerichte. So ersetzte das Amtsgericht Mainz unter anderem auch das Friedensgericht Mainz I. Das neue Amtsgericht war dem Landgericht Mainz und dem Oberlandesgericht Darmstadt untergeordnet.